# Сапега, Франтишек (1772)
Князь Франтишек Сапега (Франц Александрович Сапега) (28 августа 1772, Варшава — 20 мая 1829, Деречин) — государственный деятель Речи Посполитой и Российской империи, Генерал артиллерии литовской (1793—1795), кавалер орденов Белого Орла и Святого Станислава.

## Биография
Представитель литовского магнатского рода Сапег герба «Лис». Младший (второй) сын польного гетмана литовского и великого канцлера литовского Александра Михаила Сапеги (1730—1793) от брака с Магдаленой Агнешкой Любомирской (1739—1780).
Магдалена Агнешка Любомирская была одной из фавориток последнего польского короля Станислава Августа Понятовского. Из-за этого обстоятельства великий канцлер литовский Александр Михаил Сапега, муж Магдалены, длительное время отказывался признавать Франциска своим сыном.
С 1782 года Франтишек Сапега воспитывался в имении Пулавы под Варшавой — главной резиденции князей Чарторыйских — вместе с молодыми братьями Константином Адамом и Адамом Ежи Чарторыйскими и цветом польской дворянской молодежи. Затем учился в Виленской главной школе (университете).
В 1792 году Франтишек Сапега вошел в состав Тарговицкой конфедерации в Великом княжестве Литовском, став её советником. В составе делегации от конфедерации ездил в Санкт-Петербург ко двору российской императрицы Екатерины Великой. В 1793 году получил чин генерала литовской артиллерии. Стал шефом инженерно-артиллерийского корпуса. В том же году стал кавалером Ордена Белого Орла и Ордена Святого Станислава.
В 1794 году генерал Франтишек Сапега принял активное участие в подготовке восстания под руководством Тадеуша Костюшко. От повстанческого правительства получил чин генерал-лейтенанта и стал командиром отдельной дивизии. После отказа своего дальнего родственника, князя Казимира Нестора Сапеги, возглавить восстание в Великом княжестве Литовском польский диктатор Тадеуш Костюшко 14 апреля 1794 года предложил на эту должность Франтишека Сапегу. Однако 2 мая сам Франтишек Сапега отказался от назначения по причине своей некомпетентности. 14 мая Франтишек Сапега был снят с должности командира дивизией и участвовал только в незначительных и неудачных военных операциях — был руководителем восстания в Слонимском, Волковысском поветах и в Восточном Подляшье.
После подавления восстания Франтишек Сапега принес присягу на верность российской императрице Екатерине II Великой и избежал конфискации своих многочисленных имений русским правительством, в том числе и благодаря связям с князем Николаем Васильевичем Репниным (1734—1801).
В 1795 году Франтишек Сапега прибыл в Санкт-Петербург, а в 1796 году проживал в Херсоне и Перекопе. Как делегат от шляхты Слонимского, Волковысского и Новогрудского поветов Франтишек Сапега присутствовал в 1797 году на коронации российского императора Павла І Петровича в Москве. А когда после торжеств царь изъявил желание ехать в Санкт-Петербург через Белоруссию и Литву, то князь Ф. Сапега принял Павла І в своей имении — Деречин. Получил от императора чин тайного советника, звание губернского маршалка дворянства Минской губернии и разрешение на создание в своем имении Высокое командорства Мальтийского ордена.
Позднее много путешествовал по Европе, часто посещал Вильно и имел пророссийские политические настроения. В 1801 году нязь Франтишек Сапега был вновь избран делегатом в шляхетскую депутацию, которая присутствовал на коронации российского императора Александра І Павловича, у которого просил амнистии для польско-литовских эмигрантов, участников восстания 1794 года и заговорщиков 1797 года. Был одним из самых значительных земельных собственников в Литве и Белоруссии (Ружаны, Деречин, Зельва, Высокое, Мышь, Старый и Новый Быхов, Друя и другие имения). В своих имениях Ружаны и Деречин содержал театры.

## Семья
Жена (с 11.02.1793) —  графиня Пелагея Роза Потоцкая (31.08.1775—12.03.1846), дочь графа Станислава Щенсного Потоцкого (1751—1805) от брака его с Юзефиной Амалией Мнишек (1752—1798). Свадьба была в Гродно, после чего молодые поселились в Деречине, в обновленном ради этого дворце. Брак не был удачным. После развода жила с дочерью в Варшаве, где в 1806 году вышла замуж за князя Павла Сапега. Умерла в Париже. Дети:
- Евстафий Каетан Сапега (1797—1860), участник Ноябрьского восстания 1830—1831 гг.
- Анела Сапега (1801—1855), в замужестве Замойская.

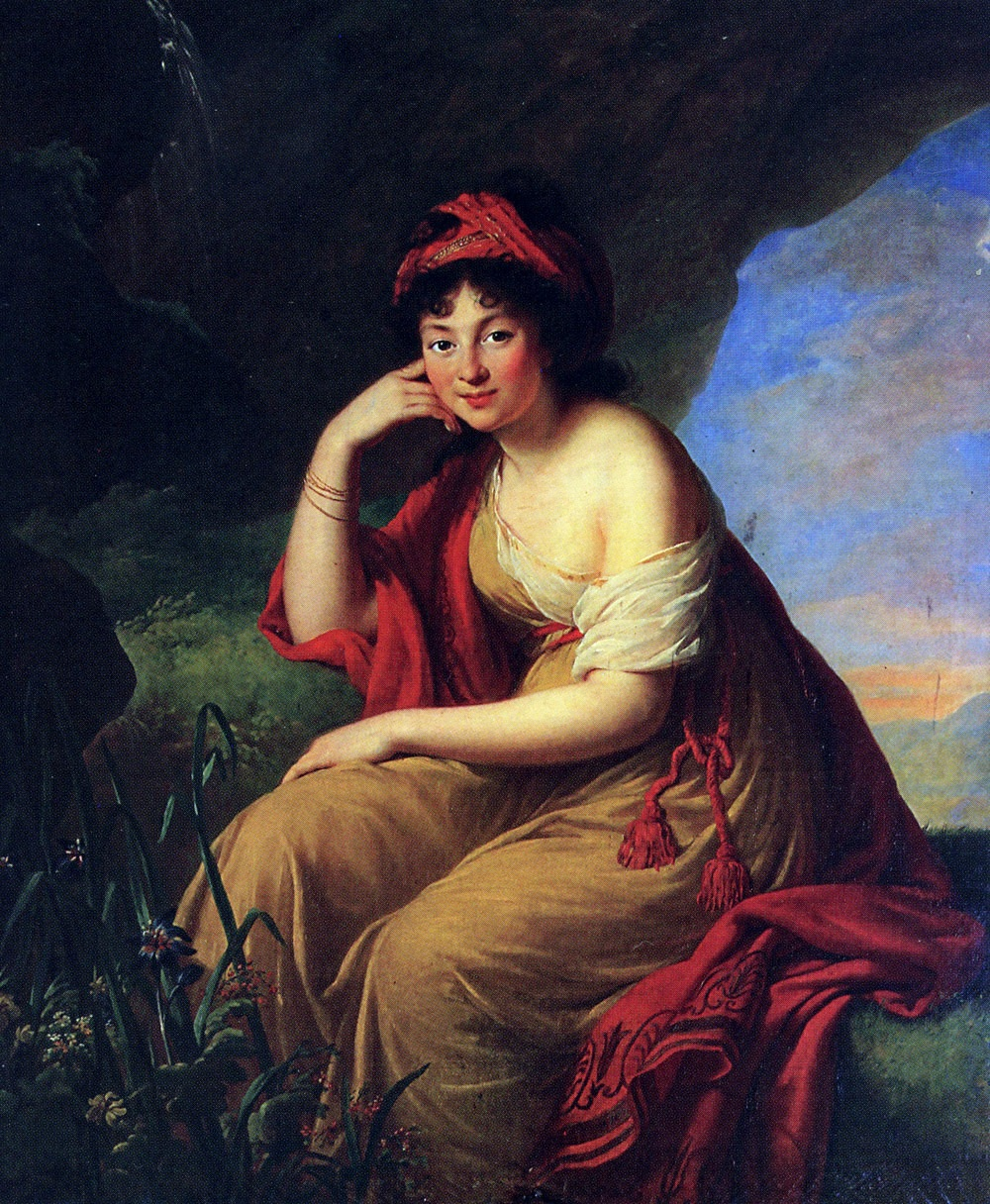
Пелагея Роза Сапега (1798)